# 소담동
소담동(Sodam-dong)은 세종특별자치시에 설치된 법정동 및 행정동이다. 행정동 소담동은 행정중심복합도시 3-3 생활권에 위치한다.

## 지명 유래
소담동의 이름은 ‘생김새가 탐스럽다’는 의미로, 풍요로운 주거지역이 되기를 바라며 지어졌다. 2012년 6월 30일까지 충청남도 연기군 금남면 석삼리, 장재리, 호탄리 일부였다. 2018년 7월 23일 반곡동과 소담동을 관할하는 행정동으로 보람동에서 분리되었다.

## 법정동
| 법정동  | 통         | 생활권    | 옛 행정 구역                       | 비고 |
| ------- | ---------- | --------- | ---------------------------------- | ---- |
| 소담동  | 소담1~24통 | 3-3생활권 | 연기군 금남면 석삼리·장재리·호탄리 |      |
| 1법정동 | 24통       |           |                                    |      |

## 주요 시설

### 주거
아파트
| 단지명                               | 건설사         | 시행사           | 주소             | 입주       | 비고 |
| ------------------------------------ | -------------- | ---------------- | ---------------- | ---------- | ---- |
| 새샘마을 1단지 중흥S-클래스 에듀마크 | 중흥건설       | ㈜새솔건설       | 남세종로 357     | 2018년 8월 |      |
| 새샘마을 9단지 중흥S-클래스 리버뷰   | ㈜중흥개발     | ㈜중흥개발       | 국책연구원1로 15 | 2016년 8월 |      |
| 새샘마을 2단지 한양수자인 와이즈시티 | ㈜한양         | ㈜파인자산관리   | 남세종로 263     | 2016년 4월 |      |
| 새샘마을 5단지 한양수자인 엘시티     | ㈜한양         | 대성산업㈜       | 남세종로 301     | 2017년 2월 |      |
| 새샘마을 3단지 모아미래도 리버시티   | 모아종합건설㈜ | ㈜씨에치아이건설 | 시청대로 236     | 2016년 7월 |      |